# Juan Javier Espinosa
Pour les articles homonymes, voir Espinosa.
Juan Javier Espinosa (2 décembre 1815, Quito - 4 septembre 1870) fut président de l'Équateur du 20 janvier 1868 au 19 janvier 1869.